# Michael Mansson
Michael Mansson (egentligen Michel Micael Szeimowicz), född 27 juni 1938 i Paris, död 24 mars 2011, var en svensk dansare, mimare, koreograf och skådespelare. 

## Biografi
Michael Mansson föddes år 1938 i Paris, men kom med sina polska föräldrar till Sverige 1940. Han började tidigt ägna sig åt dans, teater och film. Hans mor satte honom i teaterskola. Filmdebuten gjorde han redan som fyraåring i Alf Sjöbergs film Hem från Babylon. Som tioåring flyttade han med sin mor till Argentina, där han kom att bo i tio år. Han studerade på balettskolan vid Teatro Colon i Buenos Aires och kom att specialisera sig på flamenco. Mansson flyttade sedan till New York för bland annat teaterstudier vid Actors Studio. 1966 flyttade han till Hollywood för vidare dansutbildning. I början av 1970-talet återvände han till Sverige. 
Han kom att medverka i ett antal filmer och reklamfilmer, dans- och teaterföreställningar och shower. Under 20 år arbetade han som dans-, teater-, mim- och scenfäktningslärare på Kulturama.
Han var gift med Sandy Mansson, med vilken han hade två barn.

## Filmografi (urval)
- 1941 – Hem från Babylon
- 1972 – The Day the Clown Cried
- 1977 – Abba – the Movie
- 1984 – Hägring
- 1989 – Hajen som visste för mycket
- 1989 – Täcknamn Coq Rouge
- 1994 – Zorn
- 1994 – Fallet Paragon (TV-serie)
- 1996 – Lilla Jönssonligan och cornflakeskuppen
- 1999 – Stora och små mirakel
- 2000 – Grogg (TV-serie)
- 2003 – Nattsång
- 2004 – Camp Slaughter
- 2005 – Kraftverk 3714
- 2007 – Främmande
- 2008 – På djupet

### Filmmanus
- 2003 - The Little Man "Works Out"

## Teater

### Roller (ej komplett)
| År   | Roll          | Produktion                                                              | Regi           | Teater                           |
| ---- | ------------- | ----------------------------------------------------------------------- | -------------- | -------------------------------- |
| 1972 |               | Romeo och Julia William Shakespeare                                     | Bernhard Krook | Hallwylska palatset              |
| 1972 |               | West Side Story Arthur Laurents, Leonard Bernstein och Stephen Sondheim | John Zacharias | Norrköping-Linköping stadsteater |
| 1994 | Spats Colombo | I hetaste laget Peter Stone, Jule Styne och Bob Merrill                 | Bo Hermansson  | Cirkus, Stockholm                |
| 2003 | Kyparen       | Betrayal Harold Pinter                                                  | Mick Gordon    | Strindbergs Intima Teater        |
| 2009 | Anderberg     | Final Victoria Benedictsson och Axel Lundegård                          | Hilda Hellwig  | Dramaten                         |